# Metacalypogeia schusterana
Metacalypogeia schusterana là một loài rêu trong họ Calypogeiaceae. Loài này được S. Hatt. & Mizut. mô tả khoa học đầu tiên năm 1967.